# César Villarraga
César Villarraga (* 22. September 1985 in Bogotá) ist ein kolumbianischer Boxer. Villarraga war Gewinner der Südamerikaspiele 2010 im Leichtgewicht und Teilnehmer der Olympischen Spiele 2012 im Halbweltergewicht.

## Karriere
Villaraga nahm als ausgesprochener Spätstarter erst 2009 erstmals an einer internationalen Meisterschaft, den Panamerikanischen Meisterschaften in Mexiko-Stadt, teil. Er kam hier im Federgewicht (-57 kg) startend aber nicht über die erste Runde hinaus, in welcher er gegen Óscar Valdez, Mexiko (6:4), verlor. Besser lief es dagegen bei den Südamerikaspielen 2010, als er nach Siegen u. a. im Halbfinale über Erick Bonez, Ecuador (14:6), und im Finale über den späteren Weltmeister Éverton Lopes, Brasilien (7:3), die Goldmedaille im Leichtgewicht (-60 kg) gewann. Im selben Jahr gewann er auch die Silbermedaille bei "Central American and Caribbean Games" in Mayaguez. 
Bei seiner ersten Teilnahme an den Weltmeisterschaften im Jahr 2011 scheiterte Villarraga im ersten Kampf an Javkhlan Bariaddii, Mongolei (15:11) und bei den Panamerikanischen Spielen im selben Jahr ebenfalls im ersten Kampf an Angel Suarez, Puerto Rico (19:16).
Um sich für die Olympischen Spiele 2012 zu qualifizieren, nahm Villarraga am amerikanischen Olympiaqualifikationsturnier in Rio de Janeiro teil und erreichte die Qualifikation im Halbweltergewicht (-64 kg) durch den Einzug ins Halbfinale, welches er jedoch gegen Rosniel Iglesias, Kuba (14:7), verlor. Bei den Olympischen Spielen in London traf er im ersten Kampf abermals auf Rosniel Iglesias und musste sich auch diesmal geschlagen geben (20:9).